# Osiris (cratère)
Pour les articles homonymes, voir Osiris (homonymie).
Osiris (désignation internationale) est un cratère d'impact de 107 km de diamètre situé sur Ganymède, le principal satellite naturel de Jupiter.
Il est localisé dans l’hémisphère sud de Ganymède à 38°S pour une longitude de 166°W.
Il a donné son nom au quadrangle Osiris de Ganymède, numéroté Jg-12.
Ce cratère d'impact peu dégradé et de couleur très claire est considéré comme une des plus jeunes structures à l'échelle des temps géologiques de Ganymède.
L'impact a provoqué l'éjection d'une grande quantité de glaces et d'eau de l'océan sous-glaciaire qui a rapidement gelé. Cette glace fraîche forme une large couronne d'éjectas radiaux longs de quelques centaines de km, également de couleur très claire. Cet ensemble associé à plusieurs autres cratères voisins forment une grande zone à fort albédo, facilement identifiable sur Ganymède.
Le cratère Osiris a été nommé en référence à Osiris, divinité de l’Égypte antique.